# 탈아파르 전투 (2017년)
탈아파르 전투는 2017년 8월 20일 이라크 총리 하이다르 알압바디가 ISIL로부터 탈아파르를 되찾으라는 명령을 내린 후 이라크군이 개시한 작전이다. 탈아파르 지역은 이라크 전쟁 당시에도 수니파와 시아파의 계파 갈등이 발생한 곳이자 ISIL 상급 간부들이 많이 나온 지역이었다. 또한 탈아파르는 모술과 시리아를 잇는 군사적 요충지이기도 했다. 공세는 이라크가 ISIL로부터 모술을 해방한 지 약 한 달 뒤 개시되고, 이 전투는 2017년 9월 2일 이라크군이 탈아파르를 점령하면서 이라크 및 동맹군의 승리로 끝났다.

## 같이 보기
- 서부 니나와 공세 (2017년)